# American Football League 1969
La stagione AFL 1969 è stata la 10ª stagione sportiva della American Football League, la lega professionistica statunitense di football americano. La stagione, l'ultima prima della fusione con la NFL del 1970, è iniziata il 14 settembre 1969. La finale del campionato si è disputata il 4 gennaio 1970 nell'Oakland Coliseum di Oakland, in california tra i Kansas City Chiefs e gli Oakland Raiders ed ha visto la vittoria dei Chiefs per 17 a 7.
Dopo la fine della stagione, l'11 gennaio 1970, i campioni dei Chiefs sfidarono nel Tulane Stadium di New Orleans, in Louisiana i vincitori della stagione 1969 della National Football League, i Minnesota Vikings, nel Super Bowl IV. L'incontro vide la vittoria dei Chiefs per 23 a 7.

## Stagione regolare
La stagione regolare è iniziata il 14 settembre 1969 ed è terminata il 14 dicembre, si è svolta in 14 giornate.

### Risultati della stagione regolare
- V = Vittorie, S = Sconfitte, P = Pareggi, PCT = Percentuale di vittorie, PF = Punti Fatti, PS = Punti Subiti
- La qualificazione ai play-off è indicata in verde (tra parentesi il seed)

| Eastern Division   |    |    |   |     |     |     |
| Squadra            | V  | S  | P | PCT | PF  | PS  |
| (*) New York Jets  | 10 | 4  | 0 | 714 | 353 | 269 |
| (*) Houston Oilers | 6  | 6  | 2 | 500 | 278 | 279 |
| Boston Patriots    | 4  | 10 | 0 | 286 | 266 | 316 |
| Buffalo Bills      | 4  | 10 | 0 | 286 | 230 | 359 |
| Miami Dolphins     | 3  | 10 | 1 | 231 | 233 | 332 |

| Western Division       |    |   |   |     |     |     |
| Squadra                | V  | S | P | PCT | PF  | PS  |
| (*) Oakland Raiders    | 12 | 1 | 1 | 923 | 377 | 242 |
| (*) Kansas City Chiefs | 11 | 3 | 0 | 786 | 359 | 177 |
| San Diego Chargers     | 8  | 6 | 0 | 571 | 288 | 276 |
| Denver Broncos         | 5  | 8 | 1 | 385 | 297 | 244 |
| Cincinnati Bengals     | 4  | 9 | 1 | 308 | 280 | 367 |

## Play-off
I play-off iniziarono con i Divisional Playoff il 20 e 21 dicembre 1969, il AFL Championship Game si giocò il 4 gennaio 1970.

### Incontri
|  | Divisional Playoff | Divisional Playoff | Divisional Playoff |                 |                    | AFL Championship Game | AFL Championship Game | AFL Championship Game |  |
|  |                    |                    |                    |                 |                    |                       |                       |                       |  |
|  | Kansas City Chiefs | Kansas City Chiefs | 13                 |                 |                    |                       |                       |                       |  |
|  | Kansas City Chiefs | Kansas City Chiefs | 13                 |                 |                    |                       |                       |                       |  |
|  | New York Jets      | New York Jets      | 6                  |                 |                    |                       |                       |                       |  |
|  | New York Jets      | New York Jets      | 6                  |                 | Kansas City Chiefs | Kansas City Chiefs    | 17                    |                       |  |
|  |                    |                    |                    |                 | Kansas City Chiefs | Kansas City Chiefs    | 17                    |                       |  |
|  |                    |                    | Oakland Raiders    | Oakland Raiders | 7                  |                       |                       |                       |  |
|  | Houston Oilers     | Houston Oilers     | Oakland Raiders    | Oakland Raiders | 7                  | 7                     |                       |                       |  |
|  | Houston Oilers     | Houston Oilers     |                    |                 |                    |                       |                       |                       |  |
|  | Oakland Raiders    | Oakland Raiders    | 56                 |                 |                    |                       |                       |                       |  |

### Vincitore
| Vincitori del campionato AFL 1969 Kansas City Chiefs 3º titolo |